# Polyptychus barnsi
Polyptychus barnsi är en fjärilsart som beskrevs av Clark 1926. Polyptychus barnsi ingår i släktet Polyptychus och familjen svärmare. Inga underarter finns listade i Catalogue of Life.